# Duli Yang Maha Mulia
Duli Yang Maha Mulia (tiếng Việt: Điện hạ cao quý) là bang ca của Selangor, Malaysia. Tác giả phần lời của bài hát không rõ, nhưng nó được phổ nhạc bởi Saiful Bahri, và được chấp nhận năm 1967.

## Lịch sử
Bài bang ca đầu tiên của Selangor có lời như sau:
Allah Selamatkan Duli Yang Maha Mulia,
Kekal Dan Selamat di-atas Takhta,
Panjangkan Umur dan Aman Sentosa,
Adil Mewah Murah Memerintah Rata,
Daulat
Tuy nhiên, sau đó vào năm 1966, một thông báo được đưa ra tuyên bố bài hát này sẽ được thay thế bởi một bài mới, chính là bài hiện tại. Bài bang ca mới có tên là "Duli Yang Maha Mulia" cho đến nay.

## Lời
| Tiếng Mã Lai | Ký tự Jawi | Tiếng Việt |
| --- | --- | --- |
| Duli Yang Maha Mulia Selamat di atas takhta Allah lanjutkan usia Tuanku Rakyat mohon restu bawah Duli Tuanku Bahagia selama-lamanya Aman dan sentosa Duli Yang Maha Mulia | دولي يڠ مها مليا سلامت د اتس تختا الله لنجوتكن اوسيا توانكو رعيت موهون رستو باوه دولي توانكو بهاڬيا سلاما-لاماڽ امان دان سنتوسا دولي يڠ مها مليا | Điện hạ cao quý An toàn trên ngai vàng Mong Allah cho Ngài sống lâu Dân chúng xin phước Từ Ngài, điện hạ Mãi mãi may mắn Bình yên và thanh thản Hoàng thân cao quý |